# Wulverghem-Lindenhoek Road Military Cemetery
Wulverghem-Lindenhoek Road Military Cemetery is een Britse militaire begraafplaats met gesneuvelden uit de Eerste Wereldoorlog, gelegen in het Belgisch dorp Wulvergem, een deelgemeente van Heuvelland. De begraafplaats werd ontworpen door Charles Holden en ligt een kilometer ten noordwesten van het dorpscentrum. Ze heeft een onregelmatig grondplan met een oppervlakte van 3.998 m² en wordt afgebakend door een lage bakstenen muur. Via een twaalftal opgaande treden en de open toegang bereikt men het terrein. Rechts van de toegang staat een bakstenen schuilgebouw, onder een schilddak en een doorgang met twee zuilen. Links van de toegang staat de Stone of Remembrance. Aan de zuidoostzijde staat het Cross of Sacrifice. 
De begraafplaats wordt onderhouden door de Commonwealth War Graves Commission.
Er worden 1010 doden herdacht, waarvan 352 niet geïdentificeerd konden worden.

## Geschiedenis
Reeds in december 1914 werd door enkele bataljons van de 5th Division gestart met de aanleg van deze begraafplaats die oorspronkelijk Wulverghem Dressing Station Cemetery werd genoemd. Men bleef deze gebruiken tot juni 1917. In september en oktober van 1918 werd de begraafplaats opnieuw gebruikt. Op het eind van de oorlog telde men hier 162 graven. De begraafplaats werd daarna uitgebreid met graven die werden samengebracht uit de slagvelden in de omgeving. Ook een aantal kleine begraafplaatsen werden ontruimd en naar hier overgebracht, namelijk Auckland Cemetery en Cornwall Cemetery in Mesen, Neuve-Église North Cemetery en Neuve-Église Railway Halte (or Railway Siding) Cemetery in Nieuwkerke en Frenchman's Farm in Wulvergem. Deze graven dateren uit een periode die bijna de hele oorlog omvat, maar vooral uit april 1918 (verdediging van Kemmel tijdens het Duitse lenteoffensief) en september 1918 (eindoffensief).
Bij de 1.010 slachtoffers die er nu begraven liggen zijn er 843 Britten (waarvan 332 niet geïdentificeerde), 35 Australiërs (waarvan 5 niet geïdentificeerde), 54 Canadezen (waarvan 2 niet geïdentificeerde), 69 Nieuw-Zeelanders (waarvan 5 niet geïdentificeerde) en 9 Zuid-Afrikanen (waarvan 8 niet geïdentificeerde). Zeven slachtoffers van wie de graven vernield werden, worden herdacht met een zogenoemde Duhallow Block. Twee andere slachtoffers waarvan aangenomen wordt dat ze zich onder de naamloze graven bevinden worden herdacht met Special Memorials.
De begraafplaats werd in 2009 als monument beschermd.

## Graven
- Harold Smith, soldaat bij het Cheshire Regiment sneuvelde op 11 februari 1915. Zijn drie broers sneuvelden eveneens in deze oorlog en liggen op verschillende plaatsen begraven. Ernest ligt in Redoubt Cemetery in de Dardanellen, Herbert ligt in Bailleul Communal Cemetery Extension en Leonard die als vermist werd opgegeven was slechts 16 jaar en wordt herdacht in de Thiepval Memorial.

### Onderscheiden militairen
- S.P.J. Macdonald, kapitein bij het Worcestershire Regiment; Alan Hurst Preston, luitenant bij het New Zealand Machine Gun Corps en John Cecil Drury Reid, luitenant bij de Australian Pioneers werden onderscheiden met het Military Cross (MC).
- Laurence Elliot Booth, majoor bij de Royal Field Artillery ontving het Military Cross tweemaal (MC and Bar).
- sergeant-majoor Sidney Charles Searles, de sergeanten A. Goodey, W.O. Miller en John Walter Wise werden onderscheiden met de Distinguished Conduct Medal (DCM).
- er zijn nog 12 militairen die de Military Medal (MM) ontvingen.

### Minderjarige militairen
- Harry Sherman Pope, soldaat bij de Canadian Infantry was 15 jaar toen hij op 8 januari 1916 sneuvelde.
- de soldaten E. Battershill, Albert Mogg en Frederick William Thurston waren 17 jaar toen ze sneuvelden.